# Bagdads internationella flygplats
Bagdads internationella flygplats (tidigare Saddams internationella flygplats) (IATA: BGW, ICAO: ORBI) (arabiska: مطار بغداد الدولي) är den största flygplatsen i Irak och är belägen i en förort omkring 16 km väster om huvudstaden Bagdads centrum.

## Historia
Saddams internationella flygplats byggdes med hjälp av franska företag mellan 1979 och 1982 och dimensionerades för att kunna ta emot all typ av flygtrafik. Den har dock i princip varit övergiven sedan 1991 på grund av de flygrestriktioner som FN belagt Irak med under 1990-talet. Trafik i begränsad omfattning inleddes 17 augusti 2000 då flygplatsen öppnades på nytt och under 2003 har den börjat användas av internationella hjälparbetare.

## Flygbolag och destinationer
| Flygbolag                                        | Destinationer |
| ------------------------------------------------ | --- |
| Al-Naser Airlines                                | London-Gatwick, Malmö, Najaf                                                                                                   |
| ATA Air                                          | Tabriz |
| Austrian Airlines                                | Wien |
| Bahrain Air                                      | Bahrain |
| Cham Wings Airlines                              | Damaskus |
| EgyptAir                                         | Cairo [startar 30 juli] |
| Emirates                                         | Dubai [startar 13 november] |
| Etihad Airways                                   | Abu Dhabi |
| Europe Airpost                                   | Paris-Charles de Gaulle |
| Gryphon Airlines                                 | Kuwait |
| Gulf Air                                         | Bahrain |
| Hermes Airlines (flygs på uppdrag av FlyOlympic) | Stockholm-Arlanda |
| Iran Aseman Airlines                             | Shiraz |
| Iraqi Airways                                    | Amman, Bahrain, Basra, Beirut, Kairo, Damaskus, Dubai, Erbil, Istanbul-Atatürk, Najaf, Sulaymaniyah Säsong: Frankfurt, Karachi |
| Jupiter Airlines                                 | Dubai |
| Mahan Air                                        | Tehran-Imam Khomeini |
| Med Airways                                      | Beirut |
| Middle East Airlines                             | Beirut |
| Royal Jordanian                                  | Amman |
| Turkish Airlines                                 | Istanbul-Atatürk |

### Fraktflygbolag
| Flygbolag                     | Destinationer  |
| ----------------------------- | -------------- |
| Click Airways                 | Arbil, Sharjah |
| Coyne Airways                 | Dubai          |
| DHL International Aviation ME | Bahrain        |